# Dzieła wybrane
Dzieła wybrane – kompilacyjny album Mieczysława Jureckiego (ukrytego pod pseudonimem Mechanik) wydany w 2008 nakładem wydawnictwa Agencja Artystyczna MTJ.

## Lista utworów
1. "Żegnaj Klara"
2. "Credo Ramboidalnych"
3. "Zabawa trwa"
4. "Moja Zocha już mnie nie kocha"
5. "Bujaj, bujaj"
6. "Śpij mała śpij"
7. "Sto litrów łez"
8. "Tak lubię święta"
9. "Szuja"
10. "Po co komu takie radio"
11. "Korespondencja par avion"
12. "Przed siebie leć"
13. "Nie kop mnie przez sen"
14. "A może wiary brak"
15. "Cocombo"
16. "Raz jeszcze"
17. "Czarny śnieg"
18. "Wieczorna rozmowa z Marią"

## Skład
- Mieczysław Jurecki – śpiew, chórki, wszystkie instrumenty
- Antonina Choroszy – dalsze wokale
- Małgorzata Samborska – dalsze wokale
- Teatrzyk "Guzik" – dalsze wokale

### Realizacja
- Piotr Bańka  – remastering